# The Profligate

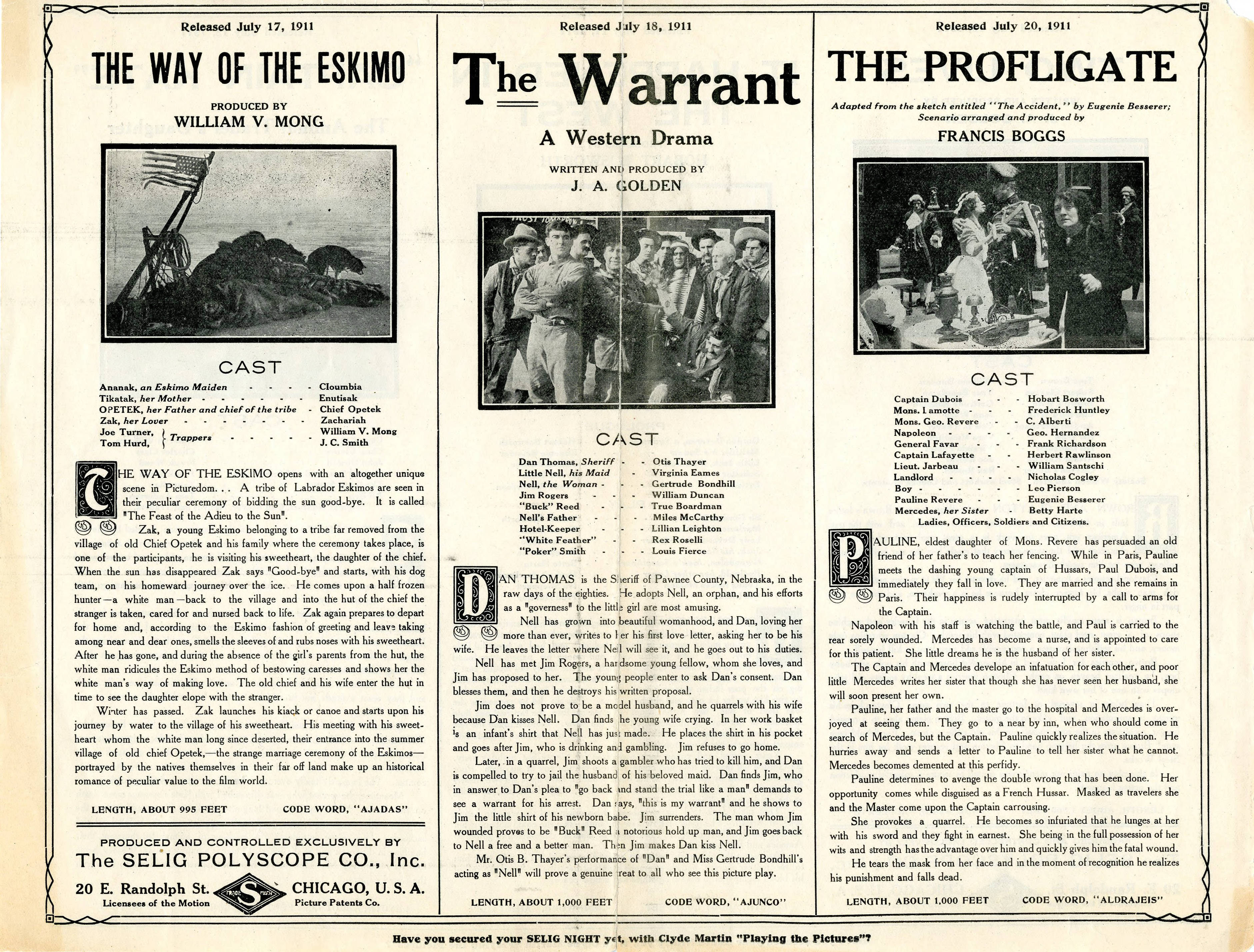
Flyer de lancement pour "the way of the eskimo" (1911) ; "The warrant" (1911) ; "THE PROFLIGATE" (1911)

The Profligate est un film muet américain réalisé par Francis Boggs et sorti en 1911.

## Fiche technique
- Réalisation : Francis Boggs
- Scénario : Lanier Bartlett
- Production : William Selig
- Date de sortie : États-Unis : 20 juillet 1911

## Distribution
- Hobart Bosworth
- Fred Huntley
- Count Alberti
- George Hernandez
- Frank Richardson
- Herbert Rawlinson
- Tom Santschi
- Nick Cogley
- Leo Pierson
- Eugenie Besserer
- Betty Harte